# 市道121號
市道121號（南勢－日南）是位於臺灣中部海岸平原的縣（市）道，北起苗栗縣通霄鎮，南至臺中市大甲區九張犁，全長共計22.988公里。
起點雖標示為南勢，但路線完全未進入南勢境內；終點雖標示為日南，但路線完全未進入日南境內。

## 行經行政區域
| 苗栗縣 | 通霄鎮 | 通霄市區 | 0.000                    | 縣道128號          | 公路起點 縣道128號起點         |
| 苗栗縣 | 通霄鎮 | －       |                          |                    |                                |
| 苗栗縣 | 通霄鎮 | 北勢     | －                       | （地區道路）       |                                |
| 苗栗縣 | 通霄鎮 | 梅樹腳   | －                       | 台1線              |                                |
| 苗栗縣 | 通霄鎮 | 土城     | －                       | 苗38線             | 苗38線起點                     |
| 苗栗縣 | 通霄鎮 | 土城     | －                       |                    |                                |
| 苗栗縣 | 通霄鎮 | 土城     | －                       | （地區道路）       |                                |
| 苗栗縣 | 通霄鎮 | －       |                          |                    |                                |
| 苗栗縣 | 通霄鎮 | 下五份   | －                       | （地區道路）       |                                |
| 苗栗縣 | 通霄鎮 | 南和     | 7.525                    | 苗40線             | 苗40線終點                     |
| 苗栗縣 | 通霄鎮 | 南和     | －                       |                    |                                |
| 苗栗縣 | 通霄鎮 | 南和     | －                       | （地區道路）       |                                |
| 苗栗縣 | 通霄鎮 | 南和     | －                       |                    |                                |
| 苗栗縣 | 通霄鎮 | 南和     | －                       | （地區道路）       |                                |
| 苗栗縣 | 通霄鎮 | 福興     | －                       | 苗48線             | 苗48線終點                     |
| 苗栗縣 | 通霄鎮 | 大坪頂   | －                       | 苗37線             | 與苗37線共線起點               |
| 苗栗縣 | 通霄鎮 | 大坪頂   | －                       | 苗37線             | 與苗37線共線終點               |
| 苗栗縣 | 苑裡鎮 | 水柳坡   | 14.950                   | 苗40-1線           | 苗40-1線終點                   |
| 苗栗縣 | 苑裡鎮 | 水柳坡   | －                       |                    |                                |
| 苗栗縣 | 苑裡鎮 | 水柳坡   | －                       | （地區道路）       |                                |
| 苗栗縣 | 苑裡鎮 | 青埔     | －                       | （地區道路）       |                                |
| 苗栗縣 | 苑裡鎮 | 青埔     | －                       |                    |                                |
| 苗栗縣 | 苑裡鎮 | 青埔     | 14.731                   | 縣道130號          | 與縣道130號共線起點            |
| 苗栗縣 | 苑裡鎮 | 舊社     | 14.731                   | 縣道130號          | （同上）                       |
| 苗栗縣 | 苑裡鎮 | 山腳     | 14.731                   | 縣道130號          | （同上）                       |
| 苗栗縣 | 苑裡鎮 | －       |                          |                    |                                |
| 苗栗縣 | 苑裡鎮 | 山腳     | －                       | 縣道130號          |                                |
| 苗栗縣 | 苑裡鎮 | 舊社     | －                       | 縣道130號          | 0                              |
| 苗栗縣 | 苑裡鎮 | 舊社     | －                       | 縣道130號 · 苗50線 | 與縣道130號共線終點 苗50線起點 |
| 苗栗縣 | 苑裡鎮 | 舊社     | －                       |                    |                                |
| 苗栗縣 | 苑裡鎮 | 舊社     | －                       | 苗43線             | 苗43線起點                     |
| 苗栗縣 | 苑裡鎮 | 舊社     | －                       | 苗45線             | 苗45線起點                     |
| 苗栗縣 | 苑裡鎮 | 社苓     | －                       | 苗45線             | （同上）                       |
| 苗栗縣 | 苑裡鎮 | 社苓     | －                       | 苗47線             |                                |
| 苗栗縣 | 苑裡鎮 | －       |                          |                    |                                |
| 苗栗縣 | 苑裡鎮 | 山柑     | 20.063                   | 縣道140號          |                                |
| －     |        |          |                          |                    |                                |
| 臺中市 | 大甲區 | 日南社   | －                       | 中4線              | 中4線起點                      |
| 臺中市 | 大甲區 | 九張犁   | 22.156                   | 中6線              | 中6線起點                      |
| 臺中市 | 大甲區 | 九張犁   | － 平交道 平面交會海岸線 |                    |                                |
| 臺中市 | 大甲區 | 九張犁   | －                       | 中5線              | 與中5線共線起點                |
| 臺中市 | 大甲區 | 九張犁   | －                       | 中5線              | 與中5線共線終點                |
| 臺中市 | 大甲區 | 九張犁   | 22.988                   | 台1線              | 公路終點                       |
| 共線   |        |          |                          |                    |                                |

## 沿線路名
| 苗栗縣路段 - 中山路 - 福德路 - 南和路 | 臺中市路段 - 長安路 - 中山路 - 通天路 |

## 沿線設施與景點
苗栗縣路段
- 通霄車站（海岸線）
- 苗栗縣通霄鎮城中國民小學
- 飛牛牧場
- 苗栗縣通霄鎮南和國民小學
- 苗栗縣立南和國民中學
- 苗栗縣立致民國民中學
- 苗栗縣苑裡鎮山腳國民小學